# Phalaenopsis venosa
Phalaenopsis venosa là một loài thực vật có hoa trong họ Lan. Loài này được Shim & Fowlie miêu tả khoa học đầu tiên năm 1983.